# Jules Boutros
Isaac Jules Peter Georges Boutros (* 28. Dezember 1982 in Beirut) ist ein libanesischer Geistlicher und syrisch-katholischer Kurienbischof des Patriarchats von Antiochia.

## Leben
Jules Boutros studierte zunächst Philosophie an der Heilig-Geist-Universität Kaslik und Theologie an der Päpstlichen Universität Urbaniana. Nach weiterer Spezialisation auf dem Gebiet der sozialen Kommunikation wurde er an der Päpstlichen Universität der Salesianer in Rom im Fach Pastoraltheologie promoviert. Am 9. Juni 2007 empfing er das Sakrament der Priesterweihe.
Nach der Priesterweihe war er in verschiedenen Aufgaben in der Jugend- und Hochschulseelsorge tätig. Ab 2019 war er Rektor des Patriarchalseminars.
Am 12. Mai 2022 bestätigte Papst Franziskus seine durch die Synode der syrisch-katholischen Kirche erfolgte Wahl zum Kurienbischof im Patriarchat von Antiochien und ernannte ihn zum Titularbischof von Amida dei Siri. Zum Zeitpunkt seiner Ernennung war er weltweit der jüngste katholische Bischof. Die Bischofsweihe spendete ihm Patriarch Ignatius Joseph III. Younan am 18. Juni desselben Jahres in der syrisch-katholischen Marienkirche in Harissa. Mitkonsekratoren waren der emeritierte Erzbischof von Mosul, Boutros Moshe, der Erzbischof von Bagdad, Yousif Abba, der Erzbischof von Damaskus, Jihad Battah, und Kurienbischof Charles Georges Mrad.